# Perkebunan Membang Muda
Perkebunan Membang Muda is een bestuurslaag in het regentschap Labuhan Batu Utara van de provincie Noord-Sumatra, Indonesië. Perkebunan Membang Muda telt 2772 inwoners (volkstelling 2010).